# Salomon Mayer von Rothschild
Le baron Salomon Mayer von Rothschild, né le 9 septembre 1774 à Francfort-sur-le-Main et mort le 27 juillet 1855 à Paris, est un banquier de l'empire d'Autriche. C'est le fondateur de la branche viennoise de la dynastie banquière des Rothschild.

## Biographie

### Origines et vie familiale
Né à Francfort-sur-le-Main il est le troisième enfant et le deuxième fils de Mayer Amschel Rothschild (1744–1812) et de Gutlé Schnapper (1753–1849). En 1800, il épouse Caroline Stern (1782–1854), tante d'Antoine Jacob Stern. De cette union naissent deux enfants :
1. Anselm Salomon (1803–1874)
2. Betty Salomon (1805–1886), épouse de James de Rothschild.

### Ascension professionnelle
Son père avait fondé une banque très prospère en Allemagne. Désireux d'étendre les affaires de la famille à travers l'Europe, il décida de garder son fils ainé à ses côtés à Francfort, et d'envoyer chacun de ses quatre autres fils dans différentes villes d'Europe afin d'y établir des succursales de cette banque. Salomon von Rothschild devint actionnaire de la banque Rothschild Frères, lorsque la première branche est fondée à Paris en 1817 par son frère James. Après avoir reçu une formation en finance et disposant de plusieurs années d'expérience, en 1820 Salomon Rothschild est envoyé en Autriche pour matérialiser l'implication de la famille dans le financement des projets du gouvernement autrichien.
À Vienne, Salomon von Rothschild crée l'établissement bancaire S. M. von Rothschild (en). La banque finance la construction du réseau ferré de la Nordbahn, première compagnie de train à vapeur en Autriche, ainsi que divers projets gouvernementaux nécessitant d'importants capitaux. Il tisse alors un réseau de relations parmi les milieux aristocratiques et dans l'élite politique du pays à travers le prince Klemens Metternich et Friedrich von Gentz. Sous la direction de Salomon von Rothschild, la succursale viennoise connait une grande prospérité, jouant un rôle non négligeable dans le développement de l'économie autrichienne. En reconnaissance de ses services, en 1822 Salomon Mayer Rothschild intègre la noblesse autrichienne lorsque l'empereur François Ier lui octroie le titre héréditaire de « Freiherr » (baron). En 1843, il est le premier juif à être fait citoyen d'honneur d'Autriche[réf. nécessaire].
L'endogamie était une composante essentielle de la stratégie de la famille Rothschild destinée à assurer le succès de ses affaires et le contrôle de la banque qui portait son nom. Ainsi, en 1824, Betty la fille de Salomon Mayer von Rothschild  épouse son oncle James Mayer de Rothschild, à la tête de la branche de Paris.

### Fin de vie et propriétés
La fortune personnelle de Salomon von Rothschild était considérable et il fit l'acquisition de nombreuses propriétés et réalisa des investissements dans l'art et les antiquités. Malgré ses importantes contributions à des  projets philanthropiques, la concentration d'une telle fortune entre les mains d'un si faible nombre en Autriche, allait donner lieu à des soulèvements populaires à travers le pays. Au moment de la révolution de 1848 dans la sphère d'influence des Habsbourg, les sentiments hostiles aux Rothschild s'exprimaient au grand jour, ainsi que dans les journaux tels que Ein offener Brief an Rothschild. Avec la chute de Metternich, Salomon von Rothschild perd un soutien politique de premier ordre et sa banque d'importantes sommes d'argent. Sous pression, et alors qu'il est âgé de 74 ans, il confie les rênes de sa banque à son fils Anselm, non sans rancœur. Il quitte Vienne pour Paris, où il meurt en 1855. De ses collections, certains objets d'art de la Renaissance italienne et française ainsi que des œuvres du XVIIIe siècle dont il fait donation au Louvre y compris deux tableaux de Carlo Dolci.

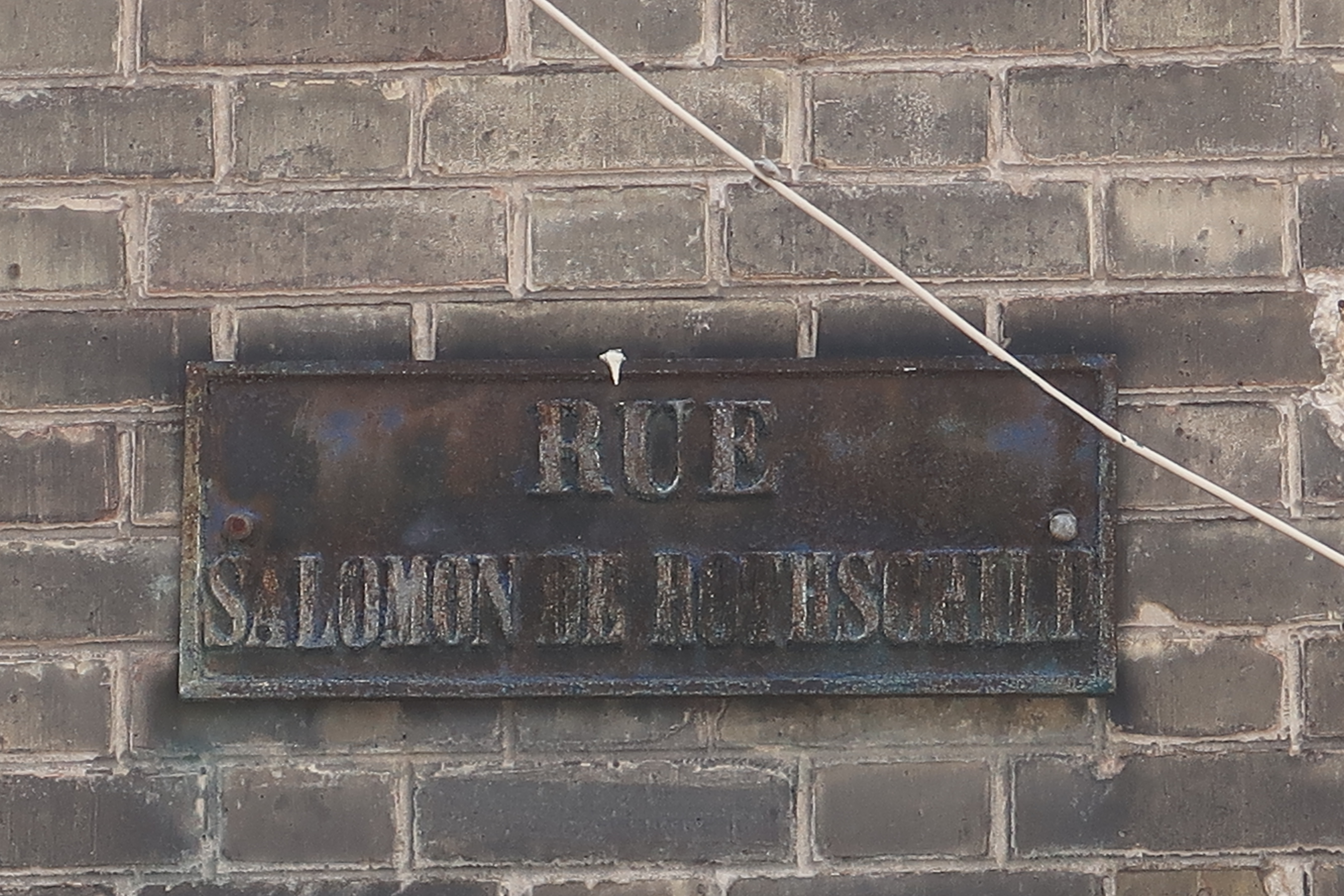
Plaque de la rue Salomon de Rothschild à Suresnes.

En 1826, il achète un château à l'ouest de Paris, à Suresnes, sur un domaine longeant les quais de Seine. Vendu sous la Révolution, le terrain avait été acquis par le comte de Lagarde, qui y avait fait construire un château. Salomon de Rothschild y ajoute une ferme modèle, une serre exotique et des animaux rares, grâce aux aménagements réalisés par l'architecte Joseph-Antoine Froelicher entre 1832 et 1841. Mais le château est brûlé lors de la révolution de 1848 par des émeutiers enivrés qui venaient de voler des armes à la forteresse du Mont-Valérien. Les bêtes sont tuées, les serres dévastées, les meubles et les tableaux détruits. Ils mettent ensuite le feu au château. La Garde nationale n'intervient que le lendemain, empêchant de nouveaux dommages. 22 pillards sont arrêtés puis lourdement condamnés. Salomon de Rothschild attaque la commune en justice, l'estimant responsable mais il perd son procès. Son frère James envisage un temps de reconstruire le château mais se ravise et les ruines sont démolies ; il transfère les végétaux rares subsistant dans sa propriété de Boulogne. Jusqu'à la fin du XIXe siècle, le parc abandonné devient un terrain vague, où s'aventurent les enfants du quartier pour jouer. Avec la Révolution industrielle, le terrain est loti et remplacé par des usines. La municipalité de Suresnes a toutefois rendu hommage à Salomon de Rothschild en donnant son nom à une rue située au niveau de son ancienne propriété,,,.

## Source
- (en) Cet article est partiellement ou en totalité issu de l’article de Wikipédia en anglais intitulé « Salomon Mayer von Rothschild » (voir la liste des auteurs).